# La Tour (Misuri)
La Tour es un lugar designado por el censo ubicado en el condado de Johnson en el estado estadounidense de Misuri. En el Censo de 2010 tenía una población de 62 habitantes y una densidad poblacional de 217,62 personas por km².

## Geografía
La Tour se encuentra ubicado en las coordenadas 38°38′8″N 94°6′2″O / 38.63556, -94.10056. Según la Oficina del Censo de los Estados Unidos, La Tour tiene una superficie total de 0.28 km², de la cual 0.28 km² corresponden a tierra firme y (0%) 0 km² es agua.

## Demografía
Según el censo de 2010, había 62 personas residiendo en La Tour. La densidad de población era de 217,62 hab./km². De los 62 habitantes, La Tour estaba compuesto por el 98.39% blancos, el 0% eran afroamericanos, el 0% eran amerindios, el 0% eran asiáticos, el 0% eran isleños del Pacífico, el 0% eran de otras razas y el 1.61% (una persona) pertenecían a dos o más razas. Del total de la población el 0% eran hispanos o latinos de cualquier raza.